# Parc Löwenruh
Le parc Löwenruh (estonien : Löwenruh' park)  est un parc du quartier de Lilleküla à Tallinn en Estonie,. 

## Histoire
Le parc Löwenruh, d'une superficie de près de 6 hectares, entouré d'un étang circulaire, se trouve au carrefour des rues Mustamäe tee et Linnu tee. 
Au milieu du XVIIIe siècle, on y construit le manoir d'été de Löwenruh pour Friedrich von Löwen (et) le gouverneur de l'Estonie (et) de 1728 à 1736.
L'étang circulaire et la voûte d'arbres sont les témoins d'un remaniement subi par le parc au milieu du XIXe siècle. 
Au milieu du XIXe siècle, le parc est entièrement reconstruit et 19 grands étangs de pisciculture  sont construits du côté de la rue Räägu. 
En 1886, un incendie se déclare dans le manoir d'été, le manoir et plusieurs bâtiments auxiliaires sont détruits.
En 1948, par arrêté du Conseil des ministres de la RSS d'Estonie du 5 mai 1948, une ferme piscicole de Löwenruh est créée sur les terres du manoir.
En 1948, la ferme du parc comptait 4 étangs d'une superficie totale de 1 728 m2 pour l'élevage de truites.
De plus, la ferme comptait trois autres étangs d'une superficie totale de 684 m2 et 9 étangs (d'une superficie totale de 1 578 m2) pour l'hivernage des poissons. 
En 1976, un palais des pionniers et des jeunes écoliers conçu par Vivian Lukk est bâti en bordure nord-est du parc. 
Actuellement, le bâtiment héberge le centre de loisirs de Kullo.
Depuis 1993, le parc est un site naturel protégé. 
Les arbres dominants du parc sont l'aulne noir et l'érable plane, on y trouve aussi entre autres, marronniers, saules, frênes, chênes rouges et sorbiers.
Aujourd'hui, cet espace vert propose un circuit de découverte de la nature, plusieurs terrains de jeux dont un pour les enfants à mobilité réduite, des terrains de pétanque et des pistes de promenade à pied ou à vélo.

## Galerie

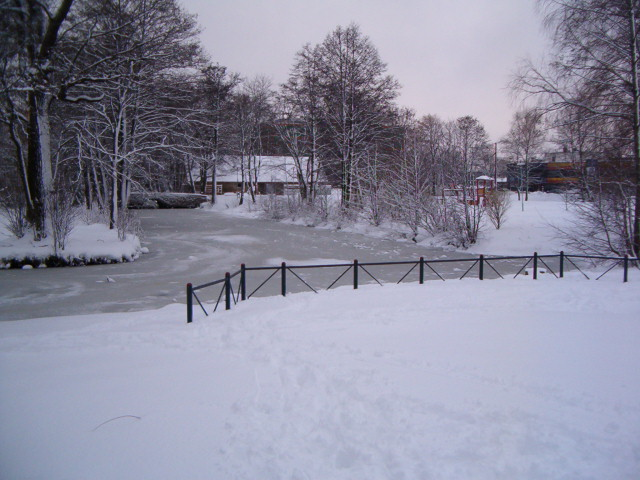
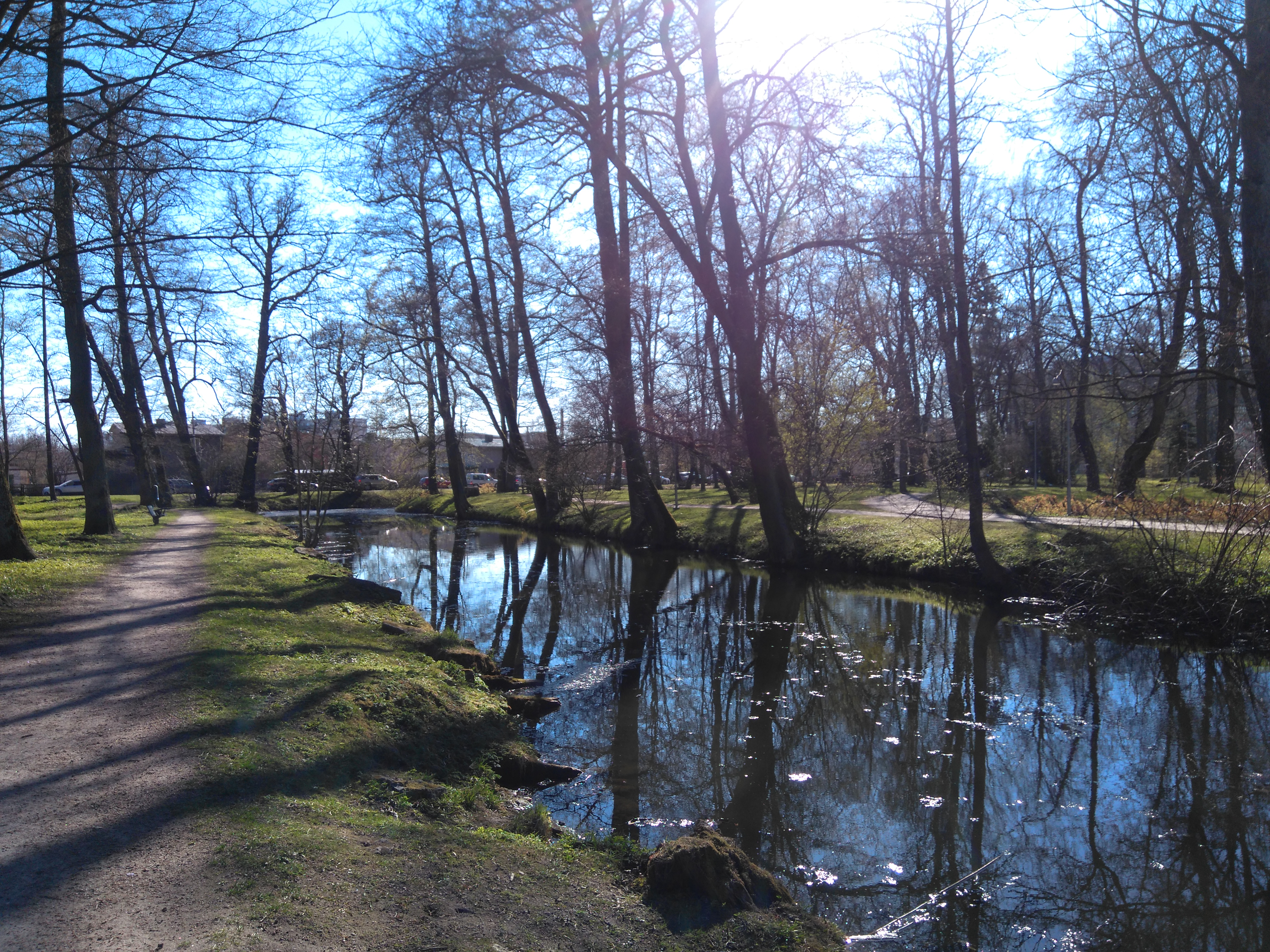
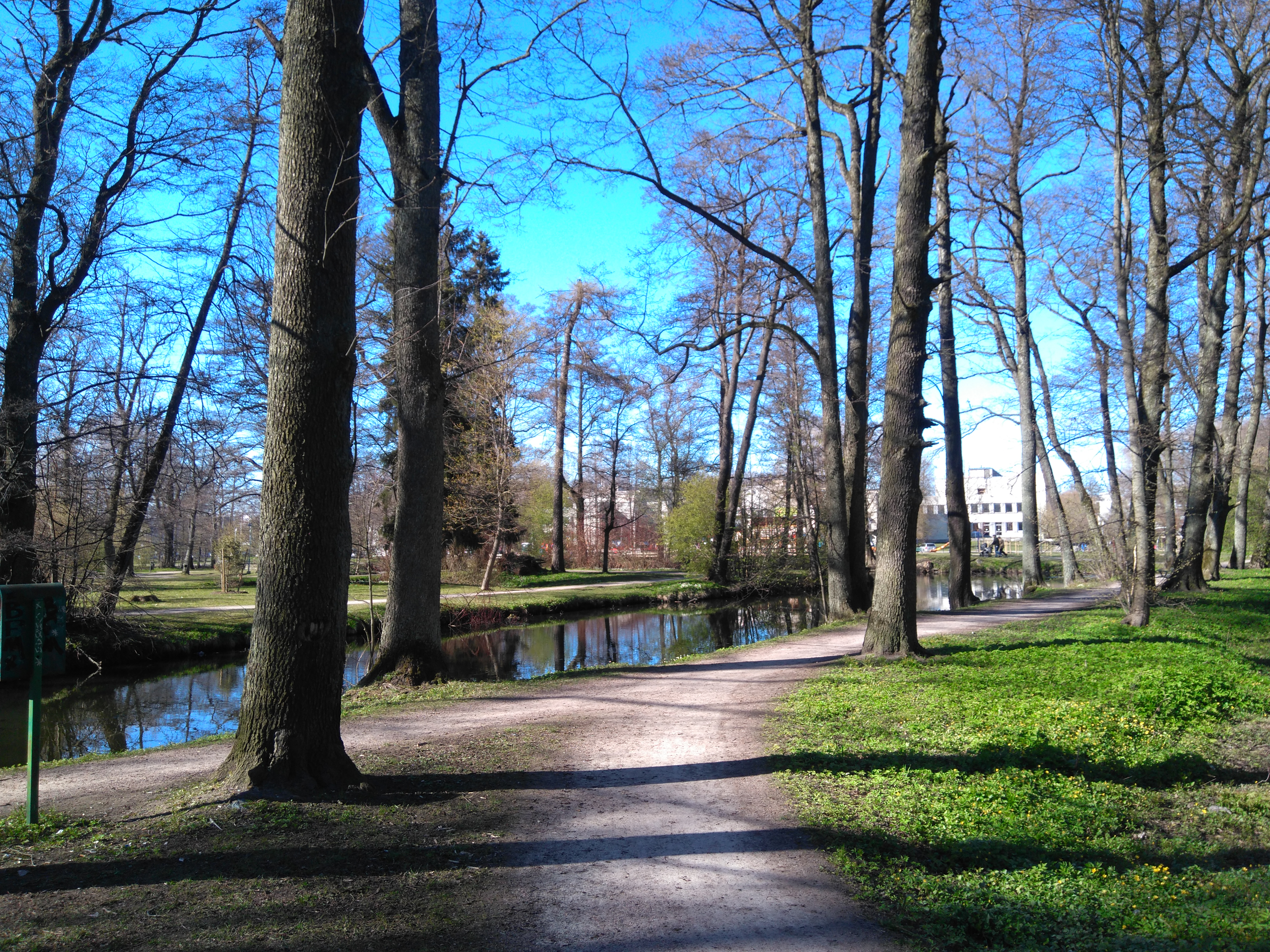

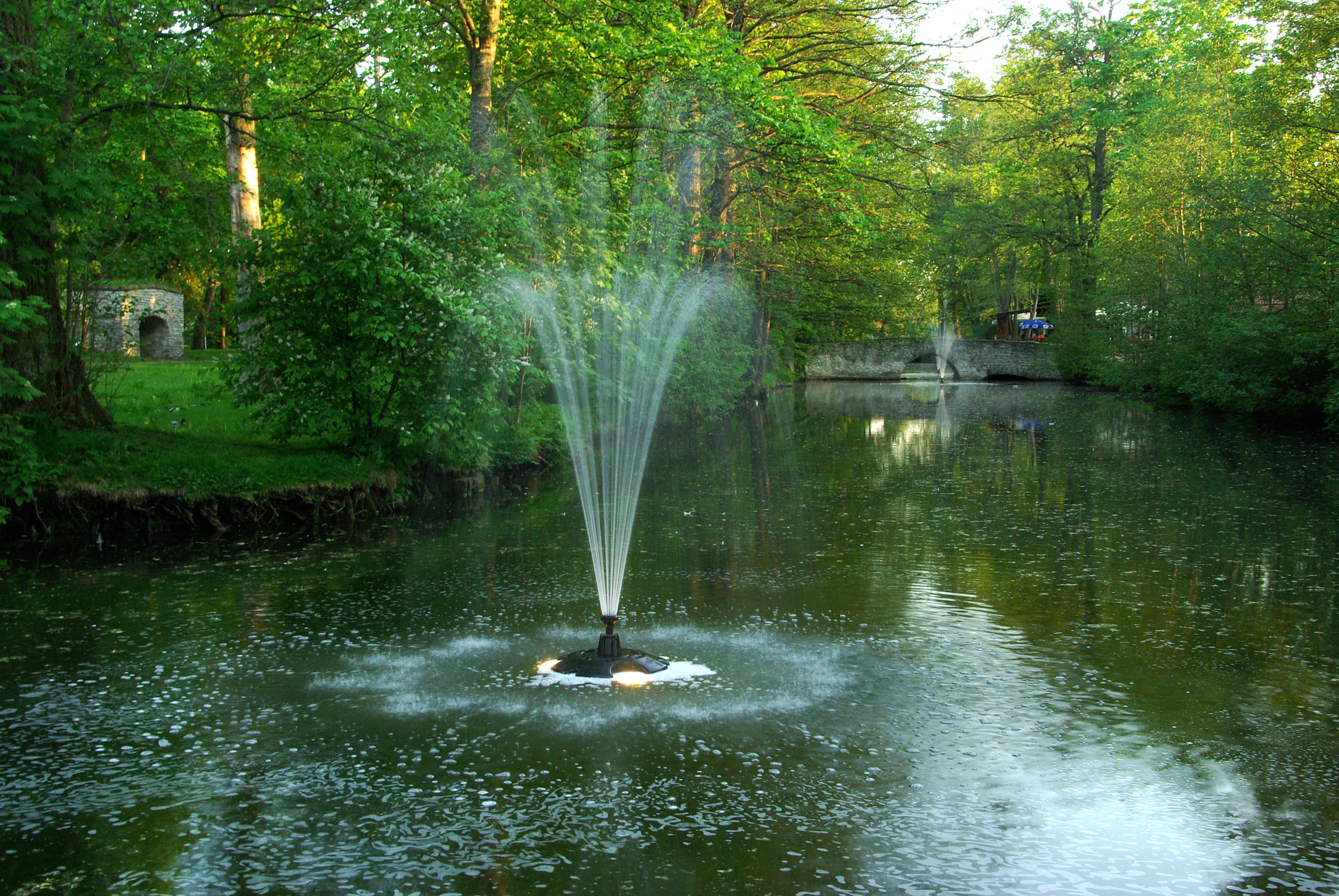
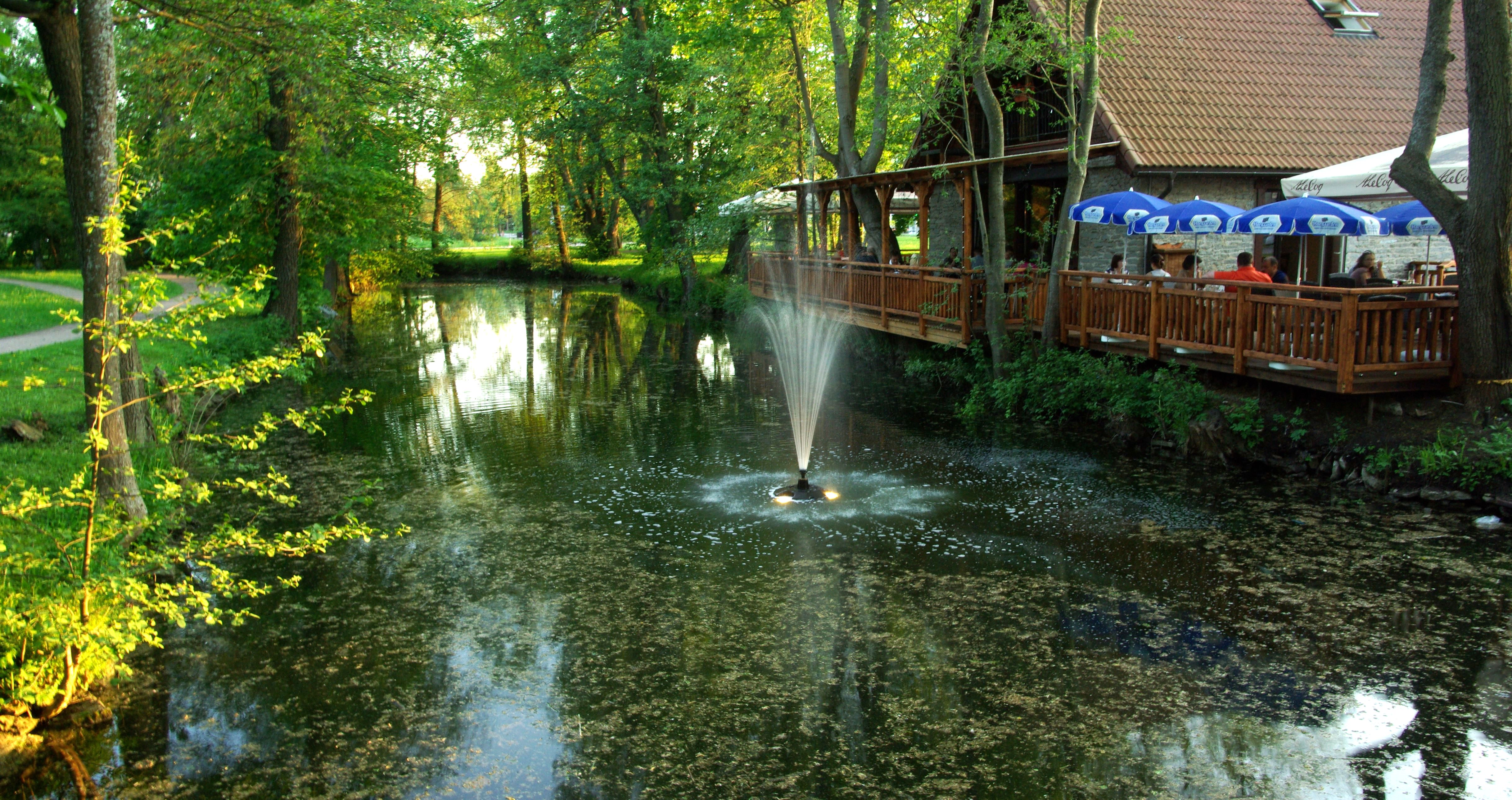
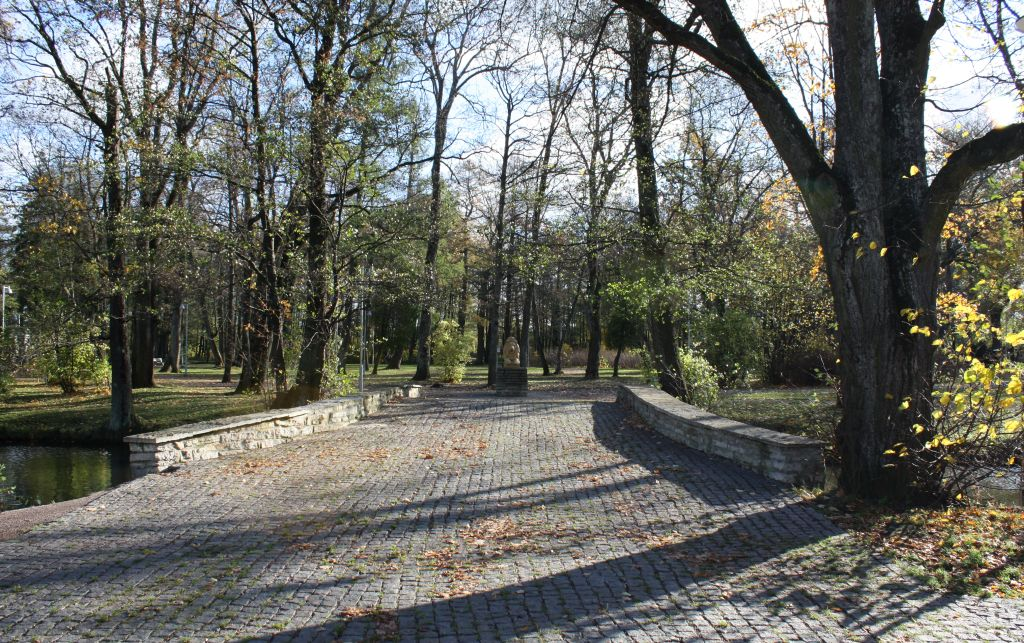